# Alichino
Alichino (アリキーノ, Arikīno) est un manga de Kōyu Shurei, publié au Japon par la Shūeisha dans la collection Eyes Comics. La mangaka a toutefois arrêté de travailler sur sa série après la publication du troisième volume, et aucune date de reprise n'a été communiquée.
En France, la série a été éditée par Panini Comics dans la collection Génération Comics.

## Synopsis
Les Alichinos sont des créatures d'une incroyable beauté qui exaucent les vœux en échange d'une rétribution particulière : les âmes.
Il existe également des humains à l'âme si pure qu'ils sont porteurs de sceaux, seuls capables de détruire ces mauvais génies. Le revers de la médaille est qu'ils sont par là même une nourriture de choix et une source de pouvoir conséquente pour ces êtres spéciaux que sont les Alichinos…